# In Search Of...
In Search Of... är raprockgruppen N.E.R.Ds debutalbum, ursprungligen utgivet 2001. Då bandet inte var nöjt med inspelningen gavs 2002 en nyinspelning av albumet ut. Den elektroniska produktionen hade nu bytts ut mot instrument spelade av gruppen Spymob, vilket gav ett rockigare sound. Denna version har kommit att bli den mer kända.

## Låtlista
1. "Lapdance" (feat. Lee Harvey och Vita) - 3:30
2. "Things Are Getting Better" - 4:16
3. "Brain" - 3:43
4. "Provider" - 4:19
5. "Truth or Dare" (feat. Natasha Hamilton och Pusha T) - 4:23
6. "Tape You" - 4:51
7. "Run to the Sun" - 4:52
8. "Baby Doll" - 3:44
9. "Am I High" (feat. No Malice) - 4:49
10. "Rock Star" - 4:19
11. "Bobby James" - 6:11
12. "Stay Together" - 5:03